# Ejido
Ejido is een vorm van gemeenschappelijk grondbezit zoals dat in Mexico voorkomt.
Gemeenschappelijk bezit van land was zeer gebruikelijk in Meso-Amerika maar raakte in onbruik nadat de Spaanse veroveraars het encomiendasysteem invoerden. Tijdens de Reforma en het Porfiriaat in de negentiende eeuw werd definitief een einde gemaakt aan dit systeem. Met het uitvaardigen van de Wet-Lerdo door Miguel Lerdo in 1856 werd geordonneerd dat alle ejido's moesten worden opgeheven en de grond moest overgaan in publieke handen Dit was deels omdat het ejido niet binnen de liberale opvattingen over eigendom paste en deels omdat men hoopte de grondopbrengst zou toenemen wanneer land in privaat eigendom overging. Hoewel volgens de Wet-Lerdo de oorspronkelijke gebruikers van de grond eenvoudiger en goedkoper stukken van de voormalig ejidogrond konden verkrijgen, kon niet worden voorkomen dat het grootste deel van de grond in handen van grootgrondbezitters waren, die de arme boeren door het systeem van peonage aan zich bonden.
Tijdens de Mexicaanse Revolutie werd de roep tot het herinvoeren van het ejidosysteem steeds sterker, en het werd dan ook in de grondwet van 1917 opgenomen. Hierop volgden enkele decennia van grootschalige landhervormingen, voornamelijk onder president Lázaro Cárdenas (1934-1940). De landhervormingen gingen door tot tijdens de regering van Luis Echeverría (1970-1976). Hoewel veel boeren hierdoor een stuk grond om te bewerken kregen, gingen de landverdelingen wel gepaard met veel corruptie.
In 1992 werd door president Carlos Salinas een wijziging aangebracht in de grondwet om het ejidosysteem af te bouwen. Sindsdien is langzaam maar zeker een privatisering van de ejidogronden op gang gekomen. 